# Vườn quốc gia Hẻm núi Cania

Vườn quốc gia Hẻm núi Cania là một vườn quốc gia ở bang Queensland, (Úc), cách thành phố Brisbane 373 km về phía tây bắc. Thành phố gần nhất là Monto.
Cảnh nổi bật trong vườn này là các vách đá sa thạch cao. Các thú vật hoang dại sống trong vườn gồm có wallaby (thú có túi giống kangaroo nhưng nhỏ hơn), chuột nhảy có túi (bettong), thú mỏ vịt, tắc kè và hơn 150 loài chim.
Có một khu picnic dọc theo đường chính vào trong vườn, 8 km từ đường Burnett Highway. Các tiện nghi ở đây có cả các nhà vệ sinh, và các lò nướng thịt bằng khí đốt. Phần lớn các đường đi bộ trong vườn xuất phát từ khu picnic này, trong đó có đường dài 1,1 km tới Dripping Rock, đường dài 1,6 km tới the Overhang, và đường dài 1,3 km tới Bloodwood Cave. Đường đi bộ dài nhất là từ bãi nhỏ đậu xe, cách khu picnic 500 m về phía nam. Đường vòng dài 5,6 km này dẫn vào Giant's Chair Lookout, có các cảnh nhìn qua hẻm núi; và Fern Tree Pool, một vũng nước thường xuyên. Chỉ các người đi bộ có sức trung bình mới đi được đường này.

## Dữ kiện
- Diện tích: 30.00 km²
- Tọa độ địa lý: 24°39′36″N 150°59′22″Đ / 24,66°N 150,98944°Đ
- Ngày thành lập: 1977
- Cơ quan quản lý: Queensland Parks and Wildlife Service
- Loại IUCN: II